# Comment je m'appelle (film)
Pour l’article homonyme, voir Comment je m'appelle.
Pour plus de détails, voir Fiche technique et Distribution.
Comment je m'appelle (Kак меня зовут, Kak menya zovout) est un film russe de Niguina Saïfoullaeva, sorti en 2014.

## Fiche technique
- Titre original : Kак меня зовут, Kak menya zovout
- Titre français : Comment je m'appelle
- Réalisation : Niguina Saïfoullaeva
- Scénario : Lioubov Moulmenko et Niguina Saïfoullaeva
- Photographie : Mark Ziselson
- Montage : Vadim Krasnitsky
- Pays d'origine : Russie
- Format : Couleurs - 35 mm - 2,35:1
- Genre : aventure, drame
- Durée : 93 minutes
- Date de sortie :
  - Espagne : 22 septembre 2014 (Festival international du film de Saint-Sébastien 2014)

## Distribution
- Konstantin Lavronenko : Sergueï
- Alexandra Bortitch : Sacha
- Marina Vasileva : Olia
- Kirill Kaganovitch : Kirill
- Anna Kotova : Sveta
- Andreï Fomine : Petia
- Sergueï Shcherbanov : Kolian
- Dmitri Versta : Dimon
- Sergueï Palchakovski : Krilov

## Distinctions

### Récompenses
- Kinotavr 2014 : Prix spécial du jury[1]
- Festival du cinéma russe à Honfleur 2014 : Prix du meilleur premier film et prix de la meilleure actrice pour Alexandra Bortitch et Marina Vassilieva[2]

### Sélection
- Festival international du film de Saint-Sébastien 2014 : sélection en section Nouveaux réalisateurs